# گلوریا (فیلم ۱۹۸۰)
گلوریا (به انگلیسی: Gloria) فیلمی ۱۲۳ دقیقه‌ای به کارگردانی جان کاساوتیس با بازی جنا رولندز محصول کشور ایالات متحده آمریکا است.

## داستان
محله برانکسِ نیویورک. وقتی «گلوریا» جنا رولندز برای قرض گرفتن مقداری قهوه به آپارتمان همسایه‌اش می‌رود، متوجه وضعیت غیرعادی آنان می‌شود. پدر خانواده، «جک داون» (هنری)، حسابدار گروهی خلافکار، در حال تماس تلفنی با FBI است. «جری» جولی کارمن، همسر پورتوریکوئی او که ترسیده، از «گلوریا» می‌خواهد تا «جون» (کاستیلو) و «فیل» (آدامز) فرزندان خانواده را با خود ببرد. «جون» خود را در اتاق حبس می‌کند و «جک» با سپردن دفتر حساب‌ها به «فیل» شش ساله و گفتن اینکه او مرد خانواده است، به‌زور او را همراه «گلوریا» که اصلاً از بچه‌ها خوشش نمی‌آید، روانه می‌کند.
«گلوریا» که خود سابقاً محبوبه سر دسته خلافکاران بوده با شنیدن سروصدای بیرون متوجه می‌شود که آنان «جک»، «جری» و «جون» را کشته‌اند. او هفت‌تیرش را برمی‌دارد و «فیل» را که می‌خواهد به خانه‌اش برگردد، از آنجا می‌برد. «گلوریا» به دلیل آشنائی خلافکارها با او مجبور می‌شود در آپارتمان‌های اجاره‌ای یا هتل‌ها مخفی شود. در این میان «فیل» نیز کلافه‌اش کرده است. پس از دو بار تلاش ناموفق برای خلاصی از شر «فیل»، خلافکارها گیرش می‌اندازند و می‌گویند که فقط پسرک را می‌خواهند ولی «گلوریا» با شلیک چند گلوله پاسخ آنان را می‌دهد.
سپس تصمیم می‌گیرد که به پیتسبورگ برود. اما وقتی متوجه می‌شود که خلافکارها همه‌جا را تحت نظر گرفته‌اند، پس به «فیل» می‌گوید که اگر تا سه ساعت دیگر برنگردد، خودش به تنهائی به پیتسبورگ برود. سپس به دیدن محبوب سابقش، «تونی نانتسینی» (فرانکینا) می‌رود، دفتر را به او می‌دهد و وقتی آنجا را ترک می‌کند، «تونی» به افرادش دستور تعقیب او را می‌دهد و «گلوریا» دوباره دست به اسلحه می‌برد. سرانجام در قبرستانی، «فیل» که فکر می‌کند «گلوریا» مرده، ناگهان می‌بیند که او در هیئت یک پیرزن برگشته است.

## بازیگران
- جنا رولندز در نقش گلوریا
- جولی کارمن در نقش جری داون
- باک هنری در نقش جک داون
- جان آدامز در نقش فیل داون
- جان پی. فینگان در نقش فرانک
- لارنس تیرنی در نقش صاحب بار

## نقدها و نظرات
در جمع‌آوری نقد روتن تومیتوز، این فیلم بر اساس ۲۸ نقد، با میانگین امتیاز ۷.۱/۱۰، دارای ۹۳ درصد تاییدیه است. اجماع منتقدان این وب‌سایت می‌گوید: «یک مدخل نسبتاً تجاری از کارگردان جان کاساوتیس، لذت‌های غلیظ گلوریا با لمس دقیق او و بازی ستاره‌ای گالوانیزه‌کننده حنا رولندز افزایش می‌یابد».
راجر ایبرت در نقد شیکاگو سان تایمز، سه ستاره از چهار ستاره را به فیلم داد و آن را «سخت، شیرین و احمقانه» و همچنین «سرگرم کننده و جذاب اما کم اهمیت» توصیف کرد. او معتقد بود که ماهیت بیش از حد احمقانه فیلمنامه با «تکیه کاساوتیس به یک طرح داستانی آزمایش شده و واقعی» و بازی های بازیگران، به ویژه نقش رولندز، که به گفته او «اکشن را با چنان انرژی عصبی جذابی پیش می برد، جبران می شود.نترس که بایستی و فکر کنی که چقدر همه چیز احمقانه است».

فیلمساز ژاپنی آکیرا کوروساوا از گلوریا به عنوان یکی از فیلم های مورد علاقه خود نام برده است.